# ХК Казцинк Торпедо
ХК Казцинк Торпедо (каз. Казцинк-Торпедо) професионални је казахстански хокејашки клуб из града Уст-Каменогорска.
Основан је 1955. као Торпедо, и то име је носио све до 2001. године. Тренутно се такмичи у ВХЛ лиги, другом рангу такмичења у Русији.

## Историја
Клуб је основан 1955. године и звао се Торпедо до 2001. Од 2001. године носи садашњи назив.
У сезонама 1987/88, 1989/90, 1990/91 и 1991/92. играли су у највишој лиги Совјетског Савеза. Затим су наступали Међудржавној хокејашкој лиги. Од 1993. су се такмичили у Хокејашкој лиги Казахстана. Од 2011. клуб се такмиче у ВХЛ-у, другом рангу руског хокеја. Други тим Казцинк-Торпеда, Казцинк-Торпедо II такмичи се у Хокејашкој лиги Казахстана.
Казцинк-Торпедо је тринаест пута био првак Казахстана.

## Трофеји
- Хокејашка лига Казахстана:
  - Првак (13) :1993, 1994, 1995, 1996, 1997, 1998, 2000, 2001, 2002, 2003, 2004, 2005, 2007